# 海老川兼武
海老川 兼武（えびかわ かねたけ、1973年12月28日 - ）は、日本のメカニックデザイナー。

## 経歴
1980年代のロボットアニメの影響で、メカニックデザイナーになりたいと考えるようになる。アマチュア時代には『月刊少年エース』（角川書店）で連載されていた漫画「機動戦士クロスボーン・ガンダム」のメカデザインコンテストに応募したデザインがエレゴレラとして採用されたことがある。
就職時期はPlayStationが発売されたころであり、ゲームの映像表現の幅が広がったという印象を受け、この分野でデザインの需要が伸びると考えてゲーム業界に入るために就職活動をしていた。そんな中でアニメーション制作会社GONZOのアルバイト募集情報を見つける。メカニックデザインの募集ではなかったが、総合的なデザインを学べると考えて入社する。GONZOでの初仕事は、セガサターン用ゲーム『LUNAR ザ・シルバースター』のムービーのデジタルでの色塗りであった。
メカニックデザインの初仕事は1998年のOVA『青の6号』。2004年前後にGONZOを離れてフリーとなる。独立後はモニターデザインも兼任していたが、モニターの仕事の収入がメカデザインを上回っていた時期があり、そのころはモニターだけでやっていこうとも考えていた。だが『機動戦士ガンダム00』のメカデザインコンペが通ったことで、仕事の方向性が大きく変わることとなり、以降は「ガンダム」をはじめとしたメカニックデザインが仕事のメインとなる。なおID-0では（人間ではないタイプの）キャラクターデザインを、アリス・ギア・アイギスではメカ・デザインに加えてキャラクターデザインも手掛けている。

## 主な作品

### アニメ
1998年
- 青の6号（メカニカルデザイン、モニターグラフィックス）

1999年
- メルティランサー The Animation（メカニカルデザイン、モニターグラフィックス）

2000年
- ヴァンドレッド（メカデザイン）

2001年
- ヴァンドレッド the second stage（メカデザイン）
- ヴァンドレッド 胎動篇（メカデザイン）
- i-wish you were here-（メカ・クリーチャーデザイン）

2002年
- フルメタル・パニック!（メカデザイン、モニターグラフィックス・原画）
- ヴァンドレッド 激闘編（メカデザイン）
- キディ・グレイド（メカデザイン）
- 戦闘妖精雪風（モニターグラフィックス）

2003年
- LAST EXILE（モニタリング・デザイン）
- 君が望む永遠（メカデザイン）

2004年
- 爆裂天使（メカニックデザイン）

2005年
- フルメタル・パニック! The Second Raid（メカニカルデザイン）
- きらめき☆プロジェクト（メカニックデザイン）
- 最終兵器彼女 Another love song（2DCGI）
- SoltyRei（メカデザイン）
- 交響詩篇エウレカセブン（モニターグラフィックス）

2006年
- フルメタル・パニック! The Second Raid 特別版OVA（メカニカルデザイン）
- 銀色の髪のアギト（設定）
- 桜蘭高校ホスト部（第9話ゲーム画面デザイン）
- 涼宮ハルヒの憂鬱（放送第11話メカニカルデザイン）
- 奏光のストレイン（メカデザイン、モニターグラフィックス）

2007年
- アイドルマスター XENOGLOSSIA（モニターグラフィックス）
- 機神大戦ギガンティック・フォーミュラ（デザインワークス、ギガンティックデザイン）
- 機動戦士ガンダム00（ガンダムエクシアやジンクス、プトレマイオス等のメカデザイン、モニターグラフィックス）

2008年
- 機動戦士ガンダム00 -2nd Season-（ダブルオーガンダムやリボーンズガンダム、プトレマイオスII等のメカデザイン、モニターグラフィックス）

2009年
- キディ・ガーランド（メインメカデザイン）

2010年
- はなまる幼稚園（放送第2話EDメカ設定）
- 劇場版 機動戦士ガンダム00 -A wakening of the Trailblazer-（メカニックデザイン）
- 模型戦士ガンプラビルダーズ ビギニングG（スーパーカスタムザクF2000のメカデザイン）

2011年
- 機動戦士ガンダムAGE（地球連邦軍所属MSのメカニックデザイン）

2012年
- あの夏で待ってる（メカデザイン）
- エウレカセブンAO（メカデザイン）
- これはゾンビですか? オブ・ザ・デッド（第4話協力）
- 超速変形ジャイロゼッター（A80型トヨタ・スープラのロボット形態時のメカデザイン）

2013年
- ガンダムビルドファイターズ（メカニックデザイン）

2014年
- ガンダムビルドファイターズトライ（メカニックデザイン）

2015年
- うーさーのその日暮らし 夢幻編（第2話エンドカードデザイン）
- 機動戦士ガンダム 鉄血のオルフェンズ（ギャラルホルンMS、強襲装甲艦などのメカニックデザイン）
- コンクリート・レボルティオ〜超人幻想〜（SFデザインワークス）

2016年
- planetarian 〜ちいさなほしのゆめ〜（メカニックデザイン）
- planetarian 〜星の人〜（メカニックデザイン）

2017年
- ID-0（メカニックキャラクターデザイン）

2018年
- フルメタル・パニック! Invisible Victory（メカニカルデザイン）
- ガンダムビルドダイバーズ（メカニックデザイン）

2019年
- ガンダムビルドダイバーズRe:RISE（メカニックデザイン）

2020年
- ガンダムビルドダイバーズRe:RISE（2nd Season、メカニックデザイン）

2021年
- 境界戦機（メカニックデザイン）
- ガンダムブレイカー バトローグ（メカニックデザイン）
- アリス・ギア・アイギス 〜ドキッ!アクトレスだらけのマーメイドグランプリ♡〜（キャラクターデザイン・メカニックデザイン原案）

2022年
- 境界戦機（第2期、メカニックデザイン）
- 機動戦士ガンダム 水星の魔女（メカニックデザイン）

2023年
- アリス・ギア・アイギス Expansion（キャラクターデザイン・メカニックデザイン原案）
- 境界戦機 極鋼ノ装鬼（メカニックデザイン）

時期未定
- アイゼンフリューゲル（メカニックデザイン）

### ゲーム
2009年
- ダライアスバースト（オリジンシルバーホークを除く各シルバーホークのプレイヤーサイドメカデザイン、および一部のエネミーサイドメカデザイン）

2010年
- ダライアスバースト アナザークロニクル（オリジンシルバーホーク、セカンドシルバーホーク、外伝シルバーホーク、ジェネシスシルバーホークを除く各シルバーホークのプレイヤーサイドメカデザイン、および一部のエネミーサイドメカデザイン）

2012年
- ダライアスバースト セカンドプロローグ（オリジンシルバーホークを除く各シルバーホークのプレイヤーサイドメカデザイン、および一部のエネミーサイドメカデザイン）

2016年
- ダライアスバースト クロニクルセイバーズ（オリジンシルバーホーク、セカンドシルバーホーク、外伝シルバーホーク、ジェネシスシルバーホークを除く各シルバーホークのプレイヤーサイドメカデザイン、および一部のエネミーサイドメカデザイン）

2018年
- アリス・ギア・アイギス（キャラクターデザイン、メカニックデザイン、本作ではギアと呼ばれるメカの他に数多くのキャラクターデザインも手掛けている）

### 小説
2004年
- フルメタル・パニック!（-2010年、レーバテインやベリアル等のメカデザイン）

2011年
- フルメタル・パニック! アナザー（-2016年、メカデザイン）

2012年-
- デート・ア・ライブ（フラクシナスのメカデザイン）

### 漫画
2012年
- 機動戦士ガンダムAGE 〜追憶のシド〜（宇宙海賊ビシディアン所属MSやシドのメカデザイン）

### デザイン集
2015年
- 海老川兼武デザインワークス（エムディエヌコーポレーション、ISBN 978-4-8443-6559-4）